# Filtre de Bessel
Pour les articles homonymes, voir filtre et Bessel.
Le filtre de Bessel, également désigné sous le nom de filtre de Thompson, est un filtre polynomial (« tout pôle ») dont la caractéristique principale est d'offrir un délai constant en bande passante. Concrètement, cela signifie que toutes les fréquences pures, en bande, le traversent en un temps rigoureusement égal. Le filtre de Bessel permet donc de minimiser la distorsion que subit un signal complexe lors d'une opération de filtrage.
Mathématiquement, le filtre de Bessel est au délai ce que le  filtre de Butterworth est à l'atténuation : si τ(ω) représente le retard subi par la fréquence ω lorsqu'elle parcourt le filtre, alors le filtre de Bessel d'ordre n annule τ(ω = 0) et toutes ses dérivées jusqu'à l'ordre n. On peut aussi imaginer que le filtre de Bessel est l'approximation polynomiale de la fonction de transfert correspondant à un retard constant, c'est-à-dire : H(p) = e-p. Cette approximation polynomiale fait intervenir les polynômes de Bessel, d'où le nom du filtre.
Si ce filtre propose un temps de transfert constant, cela se fait au détriment de sa sélectivité, qui est nettement moins bonne que celle du  filtre de Butterworth et n'augmente que peu avec l'ordre du filtre. L'atténuation du filtre de Bessel est moins élevée que celle du filtre de Butterworth ; en revanche, son temps de propagation de groupe (délai) est rigoureusement plat, contrairement à celui du filtre de Butterworth.
La réponse en transitoire est le point fort du filtre de Bessel.
Cependant, l'égalité du temps de transfert ne se conserve pas lors de la transformation classique passe-bas vers passe-bande. La conception de filtres passe-bande à délai constant doit donc s'appuyer soit sur une méthode empirique d'optimisation par ordinateur, soit sur une conception directe. Blinchikoff a proposé des filtres passe-bande d'ordre 2 et 4 qui possèdent un temps de propagation quasi constant, du moins optimal au sens des moindres carrés.
Le filtre de Bessel est indispensable quand il faut filtrer des signaux large bande en préservant les phases, ce qui est le cas de la plupart des modulations HF haut débit modernes (PSK, 8-PSK, OFDM…). En revanche, son intérêt dans le domaine du filtrage numérique est nul, puisqu'il approxime analogiquement ce que tout filtre numérique, RIF réel à phase linéaire, fait naturellement, à savoir un retard constant.